# Devin Ebanks
Devin Ebanks (* 28. Oktober 1989 in Queens, New York) ist ein US-amerikanischer Basketballspieler.

## Karriere
Ebanks spielte zwischen 2008 und 2010 College-Basketball für das Team der West Virginia University. In seinem ersten Jahr wurde er rund 30 Minuten pro Spiel eingesetzt und erzielte durchschnittlich 10,5 Punkte, 7.8 Rebounds und 2.7 Assists. Im zweiten Jahr bekam er bekam pro Partie vier Minuten mehr Spielzeit und konnte seine Statistiken noch einmal verbessern, so dass ihm durchschnittlich 12,0 Punkte, 8,1 Rebounds und 2,4 Assists gelangen. Daraufhin meldete er sich zum NBA-Draft 2010 an, bei dem er in der zweiten Runde an 43. Stelle von den Los Angeles Lakers ausgewählt wurde. Als er in die NBA wechselte, waren seine Bestleistungen am College unter anderem 22 Punkte und 18 Rebounds.
In seiner ersten Saison für die Lakers wurde er 20 Mal eingesetzt und erzielte in durchschnittlich in 5,9 Minuten pro Spiel 3,1 Punkte erzielen. In seiner zweiten Saison bekam er rund dreimal so viel Spielzeit, konnte damit allerdings nur 0,9 Punkte mehr pro Spiel erzielen. In der ersten Runde der NBA Play-offs 2012 stand er in sechs von sieben Spielen gegen die Denver Nuggets in der Starting Five und konnte durchschnittlich 4,7 Punkte erzielen. Er zog mit den Lakers in die zweite Runde ein, in der er allerdings nur noch in zwei Spielen mitspielte und schließlich mit seinem Team nach vier Spielen dem späteren Vizemeister Oklahoma City Thunder unterlag.
2013 wechselte Ebanks zum Farmteam der Dallas Mavericks, zu den Texas Legends in die D-League.